# Laurent Blanc
Laurent Robert Blanc (Alès, 19. studenog 1965.) francuski je nogometni trener i bivši nogometaš. Trenutačno je trener Al-Ittihada.
Započeo je profesionalnu karijeru u francuskom klubu Montpellier 1983. godine u kojem je prvo igrao kao vezni igrač, a kasnije kao branič, što mu je puno bolje odgovaralo zbog tjelesnih preedispozicija (1,91 m, 84 kg). Osvojio je francuski kup 1990. godine. U svakoj sezoni za Montpellier postigao je bar 12 golova uglavnom iz jedanaesteraca i udaraca iz skoka. 
Igrao je nakratko za talijanski Napoli, a zatim za francuske klubove Nimes i Saint-Étienne. Istaknuo se kao ponajbolji branič francuske lige i na nagovor Guy Rouxa prešao u Auxerre 1995. godine, s kojim je osvojio prvenstvo i kup. 
Prešao je u Barcelonu 1996. godine, koju je vodio Johan Cruijff. Igrao je odlično, ali je često bio ozlijeđen. Osvojio s klubom španjolski Superkup i Kup pobjednika kupova. Prešao je u Olympique Marseille, gdje je postao vođa ekipe i dobio nadimak "Predsjednik". Osvojili su 2. mjesto u francuskom prvenstvu i izgubili u finalu Kupa UEFE od talijanske Parme. Zatim je igrao za talijanski Inter, gdje je proglašen za najboljeg Interovog igrača sezone.
Sir Alex Ferguson pokušao ga je dovesti u Manchester United od 1996., a uspio je 2001. godine, kada je Blanc imao već 35 godina. U početku nije igrao dobro, Manchester je izgubio 5 utakmica za redom od momčadi čija prva slova glase B.L.A.N.C (Bolton, Liverpool, Arsenal, Newcastle i Chelsea). Kasnije je bolje igrao i osvojio engleskom prvenstvo 2003. godine.
Za francusku nogometnu reprezentaciju igrao je od 1989. do 2000. godine. U 97 nastupa postigao je 16 golova. Osvojio je europsko prvenstvo s mladom francuskom reprezentacijom 1988. godine. Francuzi se nisu plasirali na Svjetsko prvenstvo 1990. i 1994. godine, a na Europskom prvenstvu 1992. godine, ispali su od pobjednika Danske. Odlučio je prestati igrati za reprezentaciju, ali se vratio na nagovor izbornika Aimé Jacqueta. Na Europskom prvenstvu 1996. godine došli su do polufinala. Na Svjetskom prvenstvu 1998. u Francuskoj i Europskom prvenstvu 2000. u Belgiji i Nizozemskoj, osvojio je 1. mjesto s Francuskom. Na Svjetskom prvenstvu 1998. godine u četvrtfinalu je dao prvi zlatni gol na Svjetskim prvenstvima, kojim je Francuska pobijedila Paragvaj, a u polufinalu s Hrvatskom, dobio je crveni karton, nakon što je Slaven Bilić odglumio prekršaj. 
Bio je trener Bordeauxa od 2007. do 2010. godine. Osvojio s klubom francusko prvenstvo 2009. godine te tri francuska kupa. Postao je izbornik francuske nogometne reprezentacije u ljeto 2010. godine, naslijedivši Raymonda Domenecha.
U sezoni 2013./14. Blanc preuzima vođenje francuskog Paris Saint-Germain. Nakon što je tri godine vodio PSG, Blanc je podnio ostavku na mjesto trenera 27. lipnja 2016. godine. Tijekom zadnje tri godine u PSG-u, Blanc je osvojio 11 trofeja, uključujući i tri naslova prvaka, dva Kupa i dva puta Superkup.